# 和泉市立南松尾はつが野学園
和泉市立南松尾はつが野学園（いずみしりつみなみまつおはつがのがくえん）は、大阪府和泉市にある市立の義務教育学校である。
和泉市立南松尾小学校・和泉市立南松尾中学校を前身とし2017年、和泉市初・大阪府内では2番目となる、施設一体型・小中一貫教育を行う公立学校として新しく開校された。南松尾地区とトリヴェール和泉はつが野の南部を通学区域とする。

## 教育方針
教育目標
「地域に誇りをもち、心豊かでたくましく、自ら学ぶ子どもの育成」
小中一貫教育の目的と実施内容
- 1年生から6年生までを前期課程、7年生から9年生までを後期課程とし、従来の小・中学校の教職員が一つの組織として活動することで、子どもたちの学力向上をめざす。
- 9年間に渡るつながりのある生徒指導・支援教育で、子どもたちの生きる力を育てる。
- 前期課程児童と後期課程生徒の日常的交流を通して、また、主要行事は前期後期合同で実施することで、子どもたちの豊かな心を育てる。
- 9年間の育ちを見通した体育指導・保健指導・給食指導・食育を行い、健康な子どもたちを育てる。
- 社会・地域と一体となって、子どもたちを育てる。

## 沿革
- 2017年（平成29年）
  - 4月1日 - 開校。
  - 4月7日 - 第1回入学式挙行。最初の新入生は、1年生29名、7年生（中学1年生相当）18名の計47名。この47名を含め、全校児童生徒179名でスタートを切った。
  - 4月23日 - 開校記念式典挙行。
  - 9月18日 - 第1回体育大会（運動会）開催。
- 2018年（平成30年）
  - 3月14日 - 第1回卒業式挙行。
  - 3月16日 - 第1回前期課程修了証書授与式（小学校卒業式相当）挙行。
  - 3月23日 - 最初の修了式挙行。

## 通学区域
住所別通学区域（平成29年4月1日現在）
| はつが野四丁目 | はつが野五丁目 | はつが野六丁目 | 松尾寺町 | 春木川町 | 若樫町 | 久井町 | 春木町 |
| -------------- | -------------- | -------------- | -------- | -------- | ------ | ------ | ------ |
| 全域           | 全域           | 全域           | 全域     | 全域     | 全域   | 全域   | 全域   |

## 通学方法
前期課程（1 - 6年生）
| はつが野四丁目 | はつが野五丁目 | はつが野六丁目 | 松尾寺町 | 春木川町     | 若樫町       | 久井町       | 春木町       |
| -------------- | -------------- | -------------- | -------- | ------------ | ------------ | ------------ | ------------ |
| 徒歩           | 徒歩           | 徒歩           | 徒歩     | スクールバス | スクールバス | スクールバス | スクールバス |

後期課程（7 - 9年生）
| はつが野四丁目 | はつが野五丁目 | はつが野六丁目 | 松尾寺町 | 春木川町                 | 若樫町                   | 久井町                   | 春木町 |
| -------------- | -------------- | -------------- | -------- | ------------------------ | ------------------------ | ------------------------ | ------ |
| 徒歩           | 徒歩           | 徒歩           | 徒歩     | スクールバスまたは自転車 | スクールバスまたは自転車 | スクールバスまたは自転車 | 自転車 |